# St. Peter (Minnesota)
St. Peter è un comune degli Stati Uniti d'America, situato in Minnesota, nella contea di Nicollet, della quale è anche il capoluogo.